# مایکوتوکسین تی-۲
میکوتوکسین ت-۲ (به انگلیسی: T-2 mycotoxin) یک ترکیب شیمیایی با شناسه پاب‌کم ۵۲۸۴۴۶۱ است.